# Tadeusz Kołosowski
Tadeusz Kołosowski (ur. 20 lipca 1957 w Pile, zm. 14 stycznia 2025) – polski duchowny rzymskokatolicki, salezjanin, historyk doktor habilitowany nauk humanistycznych, profesor UKSW.

## Życiorys
Pierwszą profesję w Towarzystwie Salezjańskim złożył 22 sierpnia 1977, profesję wieczystą - w dniu 2 sierpnia 1983, święcenia kapłańskie przyjął 19 czerwca 1984.
Był absolwentem Akademii Teologii Katolickiej (1988). W tym samym roku rozpoczął pracę w macierzystej uczelni (późniejszym Uniwersytecie Kardynała Stefana Wyszyńskiego w Warszawie). w 1992 r. doktoryzował się na podstawie pracy zatytułowanej Chrystianizacja wsi według pism św. Cezrego z Arles, której promotorem był ks. prof. Emil Stanula, w 2000 r. otrzymał habilitację za pracę Od wolności wyboru wyznania do przymusu religijnego. Ewolucja poglądów biskupa Augustyna z Hippony podczas schizmy donatystycznej w Afryce Rzymskiej. Od 2005 do śmierci mieszkał we wspólnocie zakonnej w Łomiankach.
Pracował także w Szkole Wyższej Ekonomii i Zarządzania w Łodzi.